# مغار (صيدا)
مغار هي إحدى القرى اللبنانية من قرى قضاء صيدا في محافظة الجنوب.